# كارلوس تشافيز (لاعب كرة قدم)
كارلوس تشافيز (بالإسبانية: Carlos Chávez Ospina)‏ هو لاعب كرة قدم كولومبي، ولد في 7 أغسطس 1984 في كالي في كولومبيا. لعب مع أتليتيكو بوكارامانغا وأمريكا دي كالي ونادي أياكوتشو.

## وصلات خارجية
- كارلوس تشافيز على موقع قاعدة بيانات كرة القدم.إي يو (الإنجليزية)
- كارلوس تشافيز على موقع Soccerway.com (الإنجليزية)
- كارلوس تشافيز على موقع AS.com (الإسبانية)